# Chutimon Chuengcharoensukying
Chutimon Chuengcharoensukying (in thailandese ชุติมณฑน์ จึงเจริญสุขยิ่ง), nota anche con lo pseudonimo di Aokbab (in thailandese ออกแบบ; Bangkok, 2 febbraio 1996), è un'attrice e modella tailandese.

## Carriera
Il suo soprannome, Aokbab, che in lingua thai significa progettazione, le è stato dato alla nascita dal padre, come vuole la tradizione tailandese, ed è legato alla professione del genitore, che è un ingegnere. Da bambina il suo curioso soprannome non le piaceva, perché attirava le prese in giro dei coetanei, ma col tempo lo ha accettato.
Chutimon Chuengcharoensukying ha iniziato la carriera di modella quando aveva quindici anni, dopo essere stata notata a scuola da un talent scout. Nel 2013 è stata la prima modella tailandese ad apparire sulla versione britannica di Harper's Bazaar. Nello stesso periodo è apparsa in numerosi video musicali, perlopiù di band tailandesi.
Nel 2016 ha fatto il suo esordio cinematografico, nel cortometraggio sul cyberbullismo Thank You for Sharing, del regista Nawapol Thamrongrattanarit. L'anno successivo venne scelta, al suo esordio in un lungometraggio, come attrice protagonista per il film Chalard games goeng (noto anche col titolo internazionale Bad Genius). La sua performance nel ruolo di Lynn fu tanto positiva da farle vincere numerosi premi, tra i quali quello di miglior rivelazione agli Asian Film Awards, miglior esordiente all'Asia-Pacific Film Festival, miglior attrice ai Suphannahong National Film Awards ed ai Maya Awards, stella nascente asiatica al New York Asian Film Festival (prima attrice tailandese ad aggiudicarsi il premio).
Aokbab è tornata a lavorare per altre due volte con Nawapol Thamrongrattanarit, che le ha affidato il ruolo di Som in Die Tomorrow (2017) e della protagonista Jean in Happy Old Year (2019).
Nel 2021 ha impersonato il ruolo di Noona in One for the road  di Nattawut "Baz" Poonpiriya, tornando in questo caso davanti alla macchina da presa per il regista che l'aveva già diretta in Chalard games goeng. Il film è stato presentato al Sundance Film Festival 2021.

## Filmografia

### Cinema
- Thank You For Sharing, regia di Nawapol Thamrongrattanarit (2016) - cortometraggio
- Chalard games goeng, regia di Baz Poonpiriya (2017)
- Die Tomorrow, regia di Nawapol Thamrongrattanarit (2017)
- Happy Old Year (How to ting ting yang rai mai hai leua ter), regia di Nawapol Thamrongrattanarit (2019)
- One for the road, regia di Baz Poonpiriya (2021)
- Volti di Anna (Faces of Anne), regia di Kongdej Jaturanrasamee e Rasiguet Sookkarn (2022)
- Hunger, regia di Sitisiri Mongkolsiri (2023)
- E-Sarn Zombie, regia di Tanawat Aiemjinda (2023)

### Televisione
- Love Books Love Series - Serie TV, 4 episodi (2017)
- Sleepless Society: Insomnia - Serie TV, 13 episodi (2020)
- Bad Romeo - Serie TV, 17 episodi (2022)
- Delete - Serie TV, 4 episodi (2023)